# Scouts et Guides Pluralistes de Belgique
Die Scouts et Guides Pluralistes de Belgique (SGP) sind ein belgischer Pfadfinderverband, der in der Wallonie und Brüssel aktiv ist. Er ist interkonfessionell ausgerichtet. In ihm sind mehr als 4700 Pfadfinderinnen und Pfadfinder aktiv. 
Der Verband mit Sitz in Brüssel entstand 1992 durch den Zusammenschluss der Fédération des Eclaireuses et Eclaireurs und der wallonischen Gruppen der Sea Scouts Of Belgium, die beide 1966 aus der Aufspaltung der Boy-Scouts et Girl-Guides de Belgique/Boy-Scouts en Girl-Guides van België hervorgegangen waren. Geschwisterverband in Flandern ist FOS Open Scouting.
SGP ist über die Mitgliedschaft in Guidisme et Scoutisme en Belgique/Gidsen- en Scoutsbeweging in België mittelbares Mitglied der World Association of Girl Guides and Girl Scouts und der World Organization of the Scout Movement. 
Das Mitgliedermagazin heißt "Le Mag".